# 布朗什吕
布朗什吕（法語：Blancherupt，法語發音：[blɑ̃ʃʁy] ⓘ）是法国下莱茵省的一个市镇，属于莫尔塞姆区。

## 地理
布朗什吕（48°24'31"N, 7°11'34"E）面积2.65 平方千米，位于法国大東部大區下莱茵省，该省份为法国大陆部分最东部的省份，是阿尔萨斯的一部分，今与上莱茵省组成了阿尔萨斯欧洲集体，其南至上莱茵省，西南接孚日省和默尔特-摩泽尔省，西接摩泽尔省，北与德国接壤。
与布朗什吕接壤的市镇（或旧市镇、城区）包括：贝勒福斯、科尔鲁瓦拉罗什、富代、圣布莱斯拉罗什、瓦尔代尔斯巴克。
布朗什吕的时区为UTC+01:00、UTC+02:00（夏令时）。

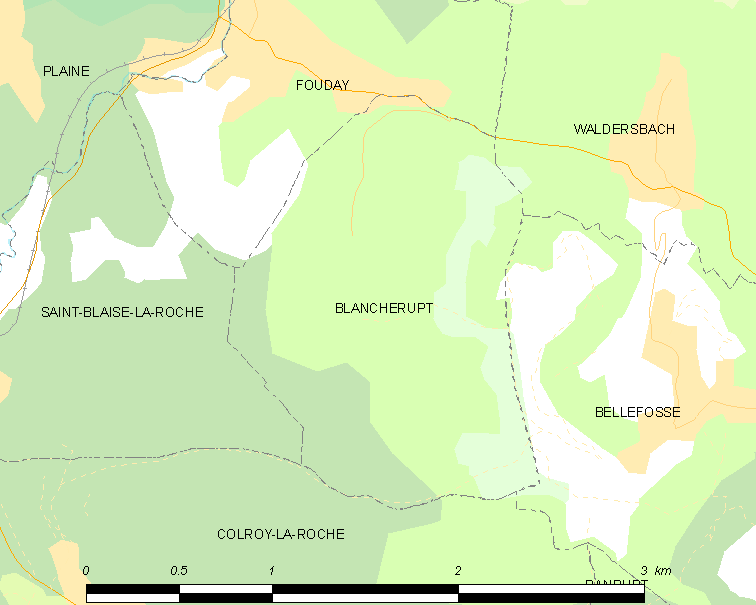
布朗什吕的OSM定位图

## 行政
布朗什吕的邮政编码为67130，INSEE市镇编码为67050。

## 政治
布朗什吕所属的省级选区为米齐格县。

## 人口

1962-2008年间布朗什吕人口变化图示

布朗什吕于2022年1月1日时的人口数量为30人。